# Лос-Сетас
«Лос-Сетас» (исп. Los Zetas) — криминальная организация Мексики, занимающаяся международной торговлей наркотиками и другими видами преступной деятельности. Этот наркокартель укомплектован дезертирами из элитных частей мексиканской армии — таких, как армейский спецназ GAFE (исп. Grupo Aeromóvil de Fuerzas Especiales) и стрелковой парашютной бригады (исп. Brigada de Fusileros Paracaidistas — BFP), а также связан с коррумпированными чиновниками из федерального правительства и местных администраций, и полицейскими офицерами. Кроме этого, в картеле состоят бывшие военнослужащие Гватемалы.
Эта группа профессиональных бандитов впервые появилась как наёмная армия мексиканской преступной организации Картель Гольфо. С того момента, как лидер картеля Осьель Карденас Гильен был арестован, Лос-Сетас заняли лидирующие позиции в наркобизнесе. С февраля 2010 года Los Zetas получили независимость и стали врагами своих бывших партнёров/нанимателей из картеля Гольфо.
Управление по борьбе с наркотиками (DEA) рассматривает группировку Лос-Сетас как наиболее жестокую, захватывающую туристов из США ради получения выкупа. Los Zetas расширили свою деятельность за счёт Италии с помощью Ндрангета.

## Этимология
Своё название наркокартель «Лос-Сетас» получил от первого главнокомандующего группы — отставного армейского лейтенанта Артуро Гусмана Десены, у которого был позывной Z-1. По одной версии, это был радиокод сотрудников федеральной судебной полиции, который давали офицерам высокого звания. По другой версии, такой же позывной в 1996 году появился в вооружённых силах Мексики: генералы получили тогда позывные, начинавшиеся с буквы Y (Yanquis), полковники — X (Equis), а рядовые бойцы — Z (Zeta). По третьей версии, название было дано в честь цвета «синий сета» (исп. azul zeta) — цвета мундиров военнослужащих Сухопутных войск Мексики.

## Образование
Основателями картеля «Лос-Сетас» считаются лидер картеля Гольфо Осьель Карденас Гильен и лейтенант мексиканской армии Артуро Гусман Десена (Z-1), оперативник Аэромобильной группы спецназа (Grupo Aeromóvil de Fuerzas Especiales, сокращённо GAFE). Гусман Десена начал сотрудничество с картелем после того, как прибыл в командировку в штат Тамаулипас: он получал взятки от Карденаса Гильена в обмен на игнорирование фактов сбыта картелем наркотиков. Тогда подобные вещи были нормой для мексиканских военных, которые считали, что подобным образом не нарушают данную ими воинскую присягу, а лишь получают дополнительный заработок.
Карденас Гильен попросил Гусмана Десену отыскать для него лучших бойцов, способных защищать интересы картеля: несмотря на объяснения Гусмана Десены, что все лучшие люди могут быть только в армии, Карденас Гильен настоял на своём. . Примерно с февраля 1999 года Гусман Десена стал активно вербовать военнослужащих мексиканской армии, обещая им большую высокую зарплату по сравнению с зарплатой военнослужащего. Костяк новой группировки, получившей название «Лос-Сетас», составили в основном бойцы Аэромобильной группы спецназа (GAFE) — по некоторым данным, Десена завербовал 38 человек из состава этой группы. Также в новый картель попали дезертиры из другого элитного спецподразделения — стрелковой парашютной бригады.
Группа GAFE была образована изначально как антитеррористическое подразделение: она принимала участие в боях против сапатистов и в операциях по розыску и задержанию крупных мексиканских наркоторговцев, прекрасно владея тактикой действий и в боях против партизан, и в операциях против наркомафии. Её бойцы проходили военную подготовку под руководством инструкторов из Армии обороны Израиля, а также на базах американского ЦРУ и в так называемой Школе Америк при Институте Западного полушария по безопасности и сотрудничеству.
Обязанности группировки сводились к трём пунктам: выбивание долгов из должников, защита маршрутов поставок наркотиков (так называемых «площадей» — plazas) в Техас и ликвидация противников картеля, осуществляемая с особой жестокостью.

## Война против других картелей и властей Мексики
Артуро Гусман Десена был убит мексиканскими военными в ночь с 21 на 22 ноября 2002 года в ресторане города Матаморосе (штат Тамаулипас). В тот вечер он собирался пойти к любовнице и распорядился перекрыть дорогу, однако кто-то из местных жителей оперативно об этом сообщил в местную полицию, а та, в свою очередь, передала сообщение армии. Военные мгновенно прибыли на место и застрелили Гусмана Десену, который даже не успел оказать сопротивления. Позже ходили слухи, что от него якобы мог избавиться Карденас Гильен, боявшийся того, что Гусман Десена потеснит его в картеле.
Осьель Карденас Гильен был арестован 14 марта 2003 года, а в октябре 2004 года был арестован его заместитель Рохелио Гонсалес Писанья (Z-2). После этого главой картеля стал  Эриберто Ласкано (Z-3).
После ареста Карденаса Гильена «Лос-Сетас» постепенно стали сворачивать сотрудничество с картелями Гольфо и Бельтран Лейва, не желая использовать их в построении собственной сети. Окончательный разрыв произошел в феврале 2010 г.
Ввиду усиления своих конкурентов Картель Синалоа создал собственное вооружённое подразделение — Лос-Негрос. Эта группа действует в схожем стиле, но более просто.
С января 2010 года «Лос-Сетас» понес значительные организационные и территориальные потери.
В феврале 2010 года «Лос-Сетас» и союзный ему картель «Бельтран Лейва» начали войну против картеля «Гольфо» в пограничном городе Рейноса, превратив некоторые пограничные города в города-призраки. Сообщалось, что участник картеля Гольфо убил главного лейтенанта Сетас — Виктора Мендосу. «Лос-Сетас» потребовал, чтобы картель Гольфо выдал убийц, но Гольфо отказался. Тем самым между двумя группировками вспыхнула новая война.
Картель Гольфо обратился к картелю Синалоа и попросил их о помощи. Вместе с другим врагом «Лос-Сетас», картелем Ла Фамилиа Мичоакана, картель Гольфо и картель Синалоа создали альянс, известный как «Новая Федерация», целью которого было уничтожение «Лос-Сетас» и ещё двух группировок — картеля Хуареса и Тихуанского картеля, что позволило бы Новой Федерации доминировать в мексиканской контрабанде наркотиков, направленной в Соединенные Штаты.
16 марта 2010 года был арестован Хосе «Эль Куэрво» Антонио Эстрада Санчес, один из лидеров «Лос-Сетас». 29 марта арестовали Эрика «Эль Мотоклес» Алехандро Мартинеса Лопеса, еще одного из лидеров картеля. На следующий день задержали Роберто «Эль Бето» Риверо Арана, племянник лидера «Лос-Сетас» Эриберто «Эль Ласка» Ласкано.
В апреле двадцать пять сотрудников правоохранительных органов в Нуэво-Леоне были убиты «Новой Федерацией» за сотрудничество с Лос-Сетас.
К маю 2010 года картель потерял контроль над стратегическим и очень прибыльным участком границы в Рейносе (штат Тамаулипас), и был вынужден отступить на север к Нуэво-Ларедо и на запад к Монтеррею (столице штата Нуэво-Леон и третьему по величине городу в Мексике).

Карта с обозначением сфер влияний мексиканских наркокартелей по состоянию на май 2010 года.
Тихуанский картель
Бельтран Лейва
Картель Синалоа
Картель Хуареса
Картель Ла Фамилиа
Картель Гольфо
Лос-Сетас
Спорные территории

12 мая правоохранительными органами был захвачен учебный центр и огромный тайник с оружием «Лос-Сетас» вблизи Хигераса (штат Нуэво-Леон).
30 мая бухгалтер Ласкано Иполито Бонилья Сеспедес был арестован в Монтеррее. 9 июня задержали Эктора «Эль Тори» Рауль Луна Луна, лидера «Лос-Сетас» в Монтеррее.
24 июня был арестован Мануэль Веласко Антеле, лидер «Лос-Сетас» в штате Пуэбла. 7 июля арестовали Эстебан «Эль Чачис», лидера «Лос-Сетас» в Монтеррее. 14 августа военными был убит лидер «Лос-Сетас» в Монтеррее «Эль Сонрикс». 29 августа был арестован Хуан «Эль Билли» Франсиско Сапата Гальего, лидер «Лос-Сетас» в Монтеррее.
3 сентября двадцать семь боевиков «Лос-Сетас» погибли в перестрелке с военными в Сьюдад-Миер, штат Тамаулипас. 26 сентября был арестован Хосе Анхель «Эль Пелон» Фернандес де Лара Диас, лидер «Лос-Сетас» в штате Кинтана-Роо.
6 октября правоохранительные органы задержали Хосе Раймундо Лопеса Арельяно, лидера «Лос-Сетас» в городе Сан-Никола-де-лас-Гарса. 9 октября арестовали Сейки «Команданте Сьерра» Огата Гонсалеса, лидера «Лос-Сетас» в Табаско.
4 июля 2011 стало известно о задержании мексиканской полицией «третьего человека» в руководстве «Лос-Сетас» Хесуса Энрике Рехона Агилара. В конце октября 2011 года задержали финансового директора преступного сообщества 29-летнюю Кармен дель Консуэло Саэнс, вместе с ней были задержаны еще десять участников картеля 12 декабря 2011 года поймали очередного лидера организации Рауля Фернандеса 20 мая 2012 года задержан один из лидеров наркокартеля Даниэль Элисондо, по прозвищу Безумец.
В марте 2011 года мексиканской полиции удалось арестовать одного из лидеров наркокартеля — Маркоса Кармона Эрнандеса по кличке Эль Кабрито.
В мае 2012 года был арестован Иван Веласкес Кабальеро, известный также как Z-50 и «Эль Талибан» (исп. El Taliban).
7 октября 2012 года в штате Тамаулипас был взят под стражу высокопоставленный участник группировки Сальвадор Альфонсо Мартинес Эскобедо, на счету которого, как считается, убийства почти 300 человек. Через несколько часов в перестрелке с морской пехотой был убит лидер наркокартеля Эриберто Ласкано и его сообщник, однако затем тела обоих убитых были похищены. Формальным лидером картеля после гибели Ласкано стал Мигель Анхель Тревиньо Моралес (Z-40). Ряд боевиков картеля не признавал Тревиньо Моралеса лидером, обвиняя его в предательстве многих членов картеля (в том числе и Веласкеса Кабальеро, попавшего в тюрьму).
После гибели Ласкано в СМИ было опубликовано множество материалов о возможной дальнейшей судьбе картеля. Некоторые издания допускали распад «Лос-Сетас» на несколько мелких группировок по причине непризнания лидерства Тревиньо Моралеса; другие полагали, что Тревиньо Моралес будет признан единым лидером и о распаде картеля не пойдёт речи.
15 июля 2013 года в местечке Анауак штата Нуэво-Леон был арестован Тревиньо Моралес.
Изначально основу «Лос-Сетас» составляли бывшие солдаты из аэромобильной группы спецназа Мексики (GAFE). Они были очень хорошо обучены, морально подготовлены и дисциплинированы. В военизированных лагерях «Лос-Сетас», обнаруженных в Мексике и Гватемале, работали военные инструкторы из разных стран (в том числе американцы, израильтяне и европейцы). Организация пытается обучать своих новых сотрудников. Но новые поколения боевиков не так хорошо подготовлены и дисциплинированы, как оригинальный состав. Базовый уровень подготовки новобранцев пострадал в последнее время, так как картелю срочно требовалась замена участников, которые были убиты, когда некоторые из тренировочных лагерей «Лос-Сетас» были захвачены властями. Это означает, что организация вынуждена использовать боевиков со слабой подготовкой, немногим лучших, чем обычные бандиты с оружием.

## Убийства

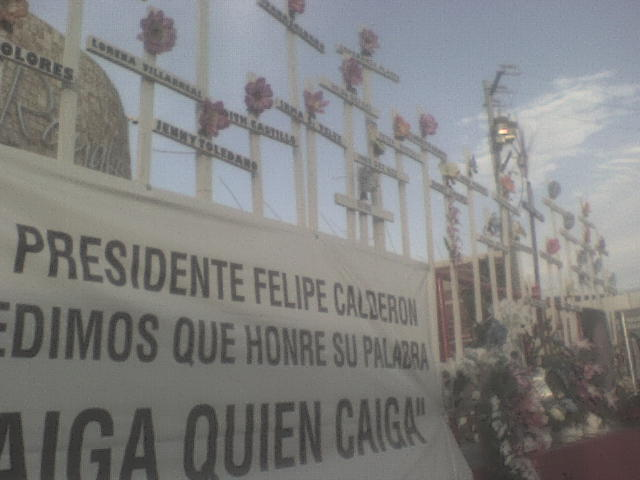
Кресты и цветы в память о погибших в Монтеррее в августе 2011 года

Лос-Сетас является одной из наиболее жестоких преступных группировок Мексики, которая причастна к ряду жесточайших преступлений, начиная от пыток в отношении пленников и заканчивая обезглавливаниями своих врагов и массовыми убийствами мигрантов. Также при участии группировки случился самый массовый побег заключённых в криминальной истории Мексики.
В апреле 2011 года полиция мексиканского города Тамаулипас обнаружила в пустыне массовое захоронение 193 убитых людей. Предположительно, они планировали нелегально перебраться на автобусах в США, но не смогли это сделать по причине столкновения с представителями наркокартеля. Согласно медицинской экспертизе, большинство погибших подвергалось перед смертью жестоким пыткам. По мнению представителей спецслужб, участники Лос-Сетас, контролировавшие некоторые части мексикано-американской границы, убили этих людей за то, что те попытались пересечь границу без разрешения картеля.
В августе того же года в городе Монтеррей вооруженные автоматами и мачете боевики картеля ворвались в казино, где отдыхали туристы и состоятельные местные жители, зверски убили всех в нем находившихся (всего 61 человека), после чего облили здание бензином и подожгли. Эта акция стала ответом на несколько провальных операций федеральных ведомств, целью которых была поимка руководителей картеля.
В январе представитель картеля позвонил в администрацию президента Мексики Филиппе Кальдерона и сообщил о «сюрпризе от Лос-Сетас», назвав географические координаты захоронения людей в городе Дуранго. Раскопки привели к обнаружению более 240 тел мужчин, женщин и детей, которые были похищены наркокартелем в разных частях страны.
Своеобразным почерком боевиков картеля является подбрасывание трупов в общественные места. Иногда бандиты оставляют на оживленных улицах мексиканских городов небольшие грузовики, в кузове которых находятся человеческие останки. Часто бандиты отрезают жертвам пальцы и выбивают зубы, чтобы тела нельзя было идентифицировать по отпечаткам пальцев и снимкам зубов.
Похищенных чиновников, полицейских и агентов спецслужб боевики картеля подвергают пыткам, убивают, после чего выбрасывают на обочинах дорог со связанными за спиной руками и зашитыми ртами. В кармане одежды погибших всегда имеется записка, в которой говорится, что «подобное случится с каждым, кто посмеет противостоять наркокартелю».

## Организация картеля

### Иерархия
Поскольку картель основан военными, он имеет сложную иерархическую структуру, о содержимом и уровнях которой ведутся разные споры. Известно, что картель состоит из множества не связанных друг с другом автономных групп: неудача одной из них, как правило, не влияет на дееспособность остальных звеньев. Известны следующие уровни:
- На первом уровне «Лос-Сетас» находятся «Соколы» (исп. Los Halcones), которые являются вооружёнными местными сторонниками из числа гражданских. Они следят за порядком на подконтрольной территории[20].
- Второй уровень — «Кобры» (исп. Cobras) или «L». Эти люди также являются вольнонаёмными из числа гражданских лиц и руководят «Соколами»[20]. Они отвечают за определённые точки и вооружены огнестрельным оружием.
- Третий уровень — «Новые Сетас» (исп. Zetas Nuevos). Сюда входят военные из других стран (в основном бывшие гватемальские военные), поступившие на службу в картель. Они состоят из военных, прошедших специальную подготовку[20]. Их оружием являются автоматы типов АК, HK G3, М16 и иное оружие. Также они используют осколочные гранаты, бронежилеты, шлемы, приборы ночного видения и технику радиосвязи. В эту группу также входят некоторые дезертиры из элитных корпусов Министерства обороны.
- Четвертый уровень — «Старые Кобры» (исп. Cobras Viejos) или «Старейшие L» (исп. L Viejos). Это командование над «Кобрами», военной подготовки у них нет.
- Пятый уровень — «Старые Сетас» (исп. Zetas Viejos), первые перебежчики из GAFE[англ.], попавшие в группу в самом начале в конце 1990-х[20]. Сюда входит около сорока человек.

### Список основателей и лидеров картеля

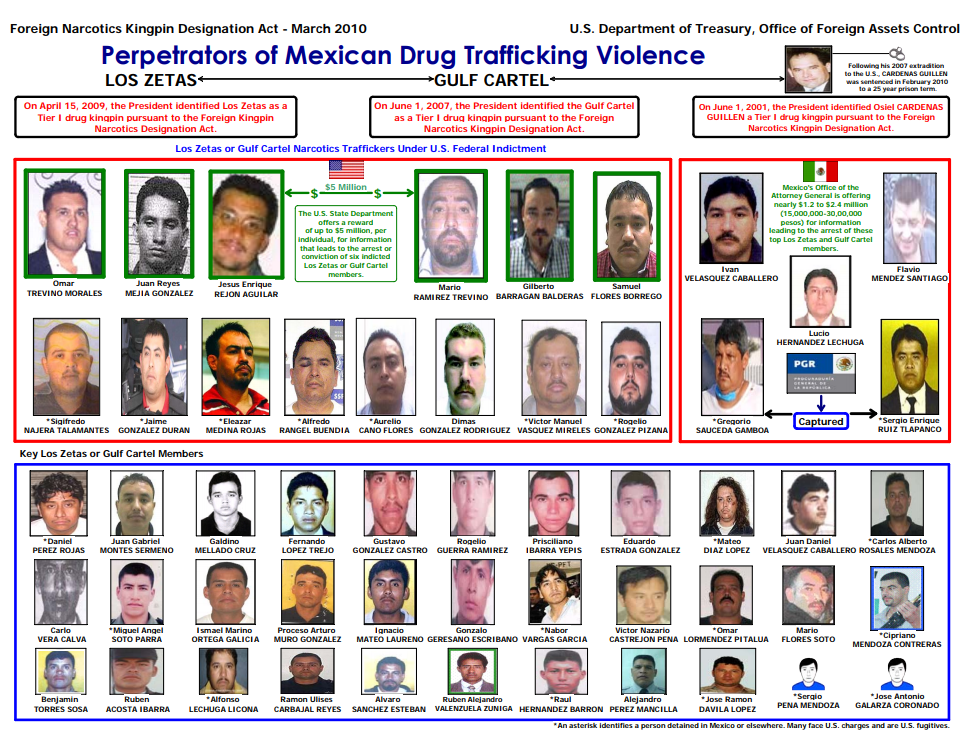
Руководители картелей Лос-Сетас и Гольфо по данным Казначейства США (на март 2010 года)

Артуро Гусман Десена изначально должен был завербовать 20 военнослужащих по приказу Карденаса Гильена, чтобы тот мог избавиться от своего конкурента — Роландо Лопеса Салинаса (исп. Rolando Lopez Salinas). В итоге стараниями Артуро Гусмана и Эриберто Ласкано в картель удалось пригласить сразу 34 бойцов спецназа GAFE, которые дезертировали из рядов Мексиканской армии и сформировали костяк Лос-Сетас. Помимо них, в картель попали и бойцы других формирований Вооружённых сил Мексики и подразделений мексиканской полиции. Первые 14 боевиков картеля стали известны как «Группа четырнадцати» (исп. Grupo de los Catorce / Los Catorce / Los 14).
- Z-1: Артуро Гусман Десена (Армия Мексики, спецподразделение GAFE[англ.])
- Z-2: Алехандро Лусио Моралес Бетанкур (Армейская авиация Мексики, военная разведка (S-2), спецподразделение GAFE[англ.])
  - Преемник: Рохелио Гонсалес Писанья[англ.] (Федеральная судебная полиция, пилот вертолёта)
- Z-3: Эриберто Ласкано Ласкано[75] (Армия Мексики, спецподразделение GAFE[англ.])[70]
- Z-4: Уго Понсе Салазар (Армия Мексики, спецподразделение GAFE[англ.])
- Z-5: Луис Альберто Герреро Рейес[англ.] (Армия Мексики, 70-й пехотный батальон, спецподразделение GAFE[англ.])
  - Преемник: Браулио Арельяно Домингес[англ.] (Армия Мексики, пехота)
- Z-6: Матео Диас Лопес (Армия Мексики, спецподразделение GAFE[англ.])
- Z-7: Хесус Энрике Рехон Агилар[англ.] (Армия Мексики, офицер технической службы спецподразделения GAFE[англ.])
- Z-8: Оскар Герреро Силва[англ.] (Армия Мексики, офицер логистики спецподразделения GAFE[англ.])
- Z-9: Рауль Альберто Трехо Бенавидес[англ.] (Армия Мексики, спецподразделение GAFE[англ.])
  - Преемник: Галиндо Мельядо Крус[англ.] (Z-11, см. ниже)
- Z-10: Эрнесто Сатарин Белис (Армия Мексики, офицер связи GAFE[англ.])
  - Преемник: Омар Лормендес Питалуа[англ.] (Армия Мексики, спецподразделение GAFE[англ.])
- Z-11: Галиндо Мельядо Крус[англ.] (Армия Мексики, спецподразделение GAFE[англ.])
- Z-12: Луис Рейес Энрикес (Армия Мексики, спецподразделение GAFE[англ.])
- Z-13: Эктор Даниэль Рейес Рейес (Армия Мексики, спецподразделение GAFE[англ.])
- Z-14: Эфраин Теодоро Торрес[англ.][75] (Армия Мексики, младший офицер пехоты)
- Z-15: Густаво Гонсалес Кастро[англ.] (Армия Мексики, пехота)
- Z-16: Рауль Лусио Эрнандес Лечуга[англ.] (Армия Мексики, спецподразделение GAFE[англ.])
- Z-17: Карлос Вера Кальва (Армия Мексики, спецподразделение GAFE[англ.])
- Z-18: Гонсало Гересано Эскрибано (Армия Мексики, спецподразделение GAFE[англ.])
- Z-19: Максилей Бараона Надалес (Армия Мексики, спецподразделение GAFE[англ.])
- Z-20: Набор Варгас Гарсия[англ.] (Армия Мексики, Президентская гвардия[исп.])
- Z-22: Хорхе Лукас Эрнандес Баррас (Армия Мексики, спецподразделение GAFE[англ.])
- Z-23: Флавио Мендес Сантьяго[англ.] (Армия Мексики, спецподразделение GAFE[англ.])
- Z-24: Хавьер Альмасан Бальдера (Армия Мексики, спецподразделение GAFE[англ.])
- Z-25: Херман Торрес Хименес (Армия Мексики, пехота)
- Z-27: Хуан Педро Сальдивар-Фариас (Армия Мексики, спецподразделение GAFE[англ.])
- Z-40: Мигель Анхель Тревиньо Моралес[75][70]
- Z-42: Омар Тревиньо Моралес[70]
- Z-43: Хосе Мария Гисар Валенсия
- Z-44: Серхио Энрике Руис Тлапанко[англ.] (Армия Мексики, Федеральная судебная полиция)
- Z-50: Иван Веласкес Кабальеро[англ.][75][70]

### Обучение бойцов и снаряжение
Картелем были созданы специальные лагеря, где обучались их будущие боевики: как правило, там также обучались коррумпированные сотрудники полиции разного уровня (местной, штатовской и федеральной). В сентябре 2005 года министр обороны Мексики Херардо Клементе Вега в своём докладе перед Конгрессом сообщил, что «Лос-Сетас» пригласили 30 бывших сотрудников гватемальского спецназа «Каибилес» в качестве инструкторов, поскольку количество бывших мексиканских спецназовцев в самой банде значительно сократилось. Оборудование в учебных лагерях схоже с лагерями подготовки GAFE. Особо отличившиеся бойцы картеля получают Медальон коммандос «Лос-Сетас» за заслуги перед картелем.
В 2011 году агенты Бюро алкоголя, табака, огнестрельного оружия и взрывчатых веществ после почти пятилетнего расследования установили, что оружейный магазин Carter's Country в Хьюстоне (Техас) продал 339 единиц огнестрельного оружия и большое количество бронебойных пуль («убийц полицейских») на общую сумму 368 тысяч долларов США — туда входили автоматы, самозарядные пистолеты и снайперские винтовки с дальностью стрельбы до мили. Покупателями этого оружия оказались 23 человека, которые затем передали оружие для нужд картелей (не только «Лос-Сетас», но и враждебного ему картеля Гольфо). Из проданных образцов около 100 были найдены в Мексике, четыре — в Гватемале, один — в США. Расследование показало, что из этого оружия было убито не менее 18 мексиканских полицейских и мирных граждан и 47 бандитов разных картелей (в том числе пять полицейских и два секретаря полиции Акапулько, которых в 2007 году расстреляли бандиты «Лос-Сетас», переодевшиеся в военных). Перед судом по делу об оружии предстали 14 человек, признавшие свою вину, ещё двое находились в розыске:
- В январе 2011 года 26-летний автомеханик Кристиан Гарса был приговорён к трём годам тюрьмы как организатор скупки оружия[78].
- Ещё одним осуждённым был 25-летний инженер Джон Эрнандес, скупивший 23 единицы оружия (15 автоматов) и запасы бронебойных пуль на сумму в 25 тысяч долларов США: приобретённое им оружие проходило как вещдок по 8 уголовным делам об убийствах. Ему дали 8 лет тюрьмы[78].
- Среди покупателей были трое братьев Пинеда[78].
- Хуан Пабло Гутьеррес получил почти 4 года за незаконное приобретение 28 единиц оружия на сумму в 21 тысячу долларов, попавших к бандитам. В частности, он купил 10 копий американского автомата M16[78].
- 24-летний Давид Алкаиде из Хьюстона был объявлен в розыск: утверждалось, что он приобрёл 37 единиц оружия на сумму 42 763 доллара[78].

Известно, что в картеле «Лос-Сетас» также служат женщины, входящие в так называемую группу «Пантеры» (исп. Panteras). Как правило, они соблазняют военных, полицейских или политиков, чтобы выполнить какое-либо задание картеля. В случае, если у них нет возможности добиться желаемого результата, они имеют полное право убить человека. Первой руководительницей этой группы была Эшли Нарро Лопес (исп. Ashly Narro López) по кличке «Команданте Конфетка» (исп. La Comandante Bombón), которую задержали в 2009 году по обвинению в убийстве генерала Тельо Киньонеса (исп. Tello Quiñones). Женщины также могут руководить «площадями» (маршрутами поставки наркотиков), занимать должности администраторов, посредников и служить в охране.

### Региональные группы
Существуют отдельные региональные специальные группы, создаваемые местными картельными командами. Примером является группировка «Скорпионы» (англ. Scorpions), основателем которой является Тони Тормента. В её состав входят как бывшие военные, так и гражданские.
В каждой группе есть «информаторы», «бухгалтеры» и «убийцы», последние отвечают за личную безопасность командира. «Бухгалтеры» ведут учет экономических ресурсов и раздают заработную плату не только членам «Лос-Сетас», но и правоохранительным органам, которых подкупила банда.
Помимо этого, у «Лос-Сетас» есть «безопасные дома». В них может находиться командир и там могут распространять наркотики. Многие уличные точки распределены по городам. Люди, распространяющие наркотики, работают посменно. Здесь есть люди, контролирующие продажи, и люди, забирающие деньги у тех, кто продает товар.

## Комментарии
1. ↑  Также встречается транскрипция «Лос-Зетас»[20]